# Enrique Santos Castillo
Enrique Santos Castillo, né le 12 avril 1917 à Tunja et mort le 25 novembre 2001 d'un arrêt cardiaque à Bogota était un journaliste colombien.
Fils d'Enrique Santos Montejo et de Noemí Castillo, il participa à la vie du quotidien El Tiempo en y occupant le poste de rédacteur en chef pendant 36 ans puis celui de directeur de la rédaction pendant 20 ans.
Marié à Clemencia Calderón Nieto (1922-2000), il a eu avec elle trois enfants : Juan Manuel, Luis Fernando et Felipe.

## Généalogie
La famille Santos est une famille colombienne originaire des départements de Santander et de Boyacá. Elle a notamment influencé la vie politique et journalistique de la Colombie. La branche principale de la famille provient de José María Santos Plata et de son fils Francisco Santos Galvis né le 21 août 1848 à Coromoro à la suite de son deuxième mariage avec Facunda Galvis.
Parmi les autres membres notables de la famille Santos, peuvent être cités :
- Antonia Santos (1782-1819) : fille de Pedro Santos Meneses et de María Petronila Plata Rodríguez, elle fut l'une des femmes les plus représentatives de l'indépendance en Colombie à travers la « guérilla de Coromoro » qu'elle créa avec son frère Fernando[6].
- Eduardo Santos Montejo (1888-1974) : fils de Francisco Santos Galvis et de Leopoldina Montejo, il fut avocat, journaliste et homme politique. Propriétaire du quotidien national El Tiempo dès 1913, il exerce la fonction de président de la République de Colombie entre 1938 et 1942[7].
- Enrique Santos Montejo (1886-1971) : fils de Francisco Santos Galvis et de Leopoldina Montejo et frère du précédent[5]. Journaliste, il fonde en 1912 l'hebdomadaire La Linterna et devient rédacteur en chef d’El Tiempo en 1917 avant d'en devenir le directeur. À partir de 1927 et ce pendant 44 ans, il rédige l'éditorial La Danza de las Horas sous le pseudonyme de Calibán[8].
- Juan Manuel Santos Calderón (né en 1951) : fils d'Enrique Santos Castillo et de Clemencia Calderón Nieto, il fait des études en économie. Il exerce la fonction de président de la République de Colombie depuis 2010[4].

Membres de la famille Santos au poste de président de la Colombie.
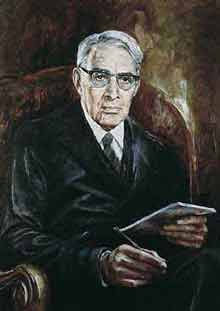
Eduardo Santos Montejo
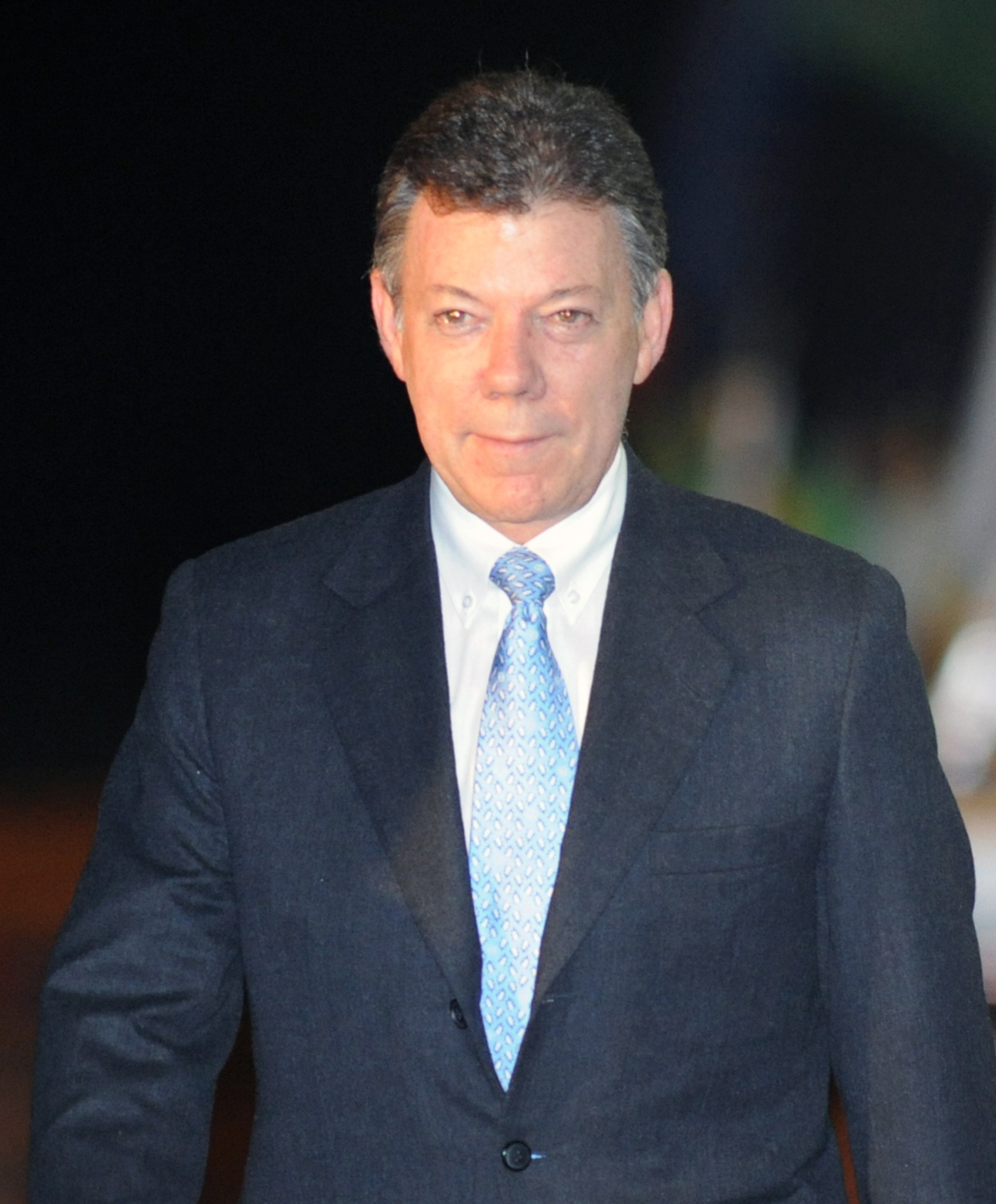
Juan Manuel Santos Calderón